# 終幕 (LOST)
「終幕」（"The End"）は、ABCのテレビシリーズ『LOST』のシリーズ最終回であり、第6シーズンの第17話及び第18話にあたる。通算では第120話及び第121話である。アメリカ合衆国東部及びカナダ東部で初放送された後、アメリカ合衆国東部及びカナダ東部、その他8カ国で同時に放送された。
脚本は企画・製作総指揮のデイモン・リンデロフと製作総指揮のカールトン・キューズが共同執筆し、製作総指揮のジャック・ベンダーが監督した。第5シーズンの最終回がコマーシャルを含めて2時間であったのに対し、今回は2時間半に拡張された。本編は東部標準時で午後9時からであったが、それに先駆けて午後7時よりこれまで6シーズンの総集編が2時間放送された。
アメリカ合衆国の視聴者数は1350万人に及んだ。
物語は島を破壊しようとする黒服の男（テリー・オクィン）とそれを阻止しようとするジャック・シェパード（マシュー・フォックス）を中心に描かれる。一方で「フラッシュサイドウェイズ」の真の性質が明かされる。

## プロット

### 島の物語
ジャック・シェパード（マシュー・フォックス）、ケイト・オースティン（エヴァンジェリン・リリー）、ヒューゴ・"ハーリー"・レイエス（ホルヘ・ガルシア）は島の心臓へと出発し、一方でジェームズ・"ソーヤー"・フォード（ジョシュ・ホロウェイ）は井戸へ投げ込まれたデズモンド・ヒューム（ヘンリー・イアン・キュージック）のもとへ向かった。ソーヤーが井戸に到着すると、島を破壊しようと企むベン・ライナス（マイケル・エマーソン）と黒服の男（テリー・オクィン）に出会った。それからソーヤーはベンのライフルを奪い、ジャックのグループと合流する。そしてジャックは黒服の男といずれ対峙することをソーヤーに話す。同じ頃、デズモンドはローズ・ヘンダーソン（L・スコット・コードウェル）とバーナード・ナドラー（サム・アンダーソン）に救出されていたが、黒服の男に遭遇する。黒服の男は協力しなければローズとバーナードを殺すと脅したため、デズモンドは従った。一方、マイルズ・ストローメ（ケン・レオン）はジャングルの中でリチャード・アルパート（ネスター・カーボネル）を発見し、2人は黒服の男が脱出に使う飛行機を爆破するためにボートで出発する。道中、彼らは潜水艦の爆発から生き延びでいたフランク・ラピーダス（ジェフ・フェイヒー）を救出し、そして飛行機を使って島を去ることにする。
島の心臓に向かう途中、ジャックのグループは黒服の男のグループに遭遇する。ジャックは黒服の男を殺そうと思っていることを彼自身に明かし、グループは合流して島の心臓へと進む。ジャックはジェイコブが餌ではなく武器としてデズモンドを島に送り込んだと思われるため、デズモンドは黒服の男を殺せると考えていた。デズモンドは島の心臓に入ると別の場所へたどり着くため、島を壊しても黒服の男を殺しても意味がないとジャックに話す。ジャックと黒服の男はデズモンドを島の心臓の下層部に降ろし、デズモンドは中央に石の栓がある光るプールを目撃する。プールのエネルギーに耐性があるデズモンドは中央の石の栓を取り外す。すると光が消え、プールは干上がり、そして黒服の男の予想通り島の崩壊が始まる。またこの結果、黒服の男の不死の能力も失われた。ジャックとの激しい格闘の末、黒服の男はケイトに背後から撃たれてジャックから崖下へと突き落とされる。島の崩壊は進み、ジャックは止めるために心臓を元に戻すと言う。彼はケイトにクレア・リトルトン（エミリー・デ・レイヴィン）を飛行機に乗せて脱出するように言った。2人が愛の告白し合った後、ケイトはソーヤーやマイルズ達と脱出するため海へと飛び込み、ジャックはハーリーとベンと共にし島の心臓へと戻った。
ケイトとソーヤーはデズモンドのエリザベス号でハイドラ島に到着する一方、ラピーダス、リチャード、マイルズはアジラ航空機を動かす準備をする。ケイトはクレアと遭遇すると、帰郷を拒否する彼女に対してアーロンを育てるのを手伝うと言って説得する。ケイト、ソーヤー、クレアが飛行機に乗り込んだ後、ラピーダスは離陸させる。ジャックはハーリーとベンと共に島の心臓にたどり着き、そこでジャックはハーリーに島を護る役割を引き継ぐように説得、そしてハーリーが常にリーダーであるはずだったと述べる。ハーリーとベンはジャックを下層部に降ろし、かろうじて意識のあるデズモンドが発見され、救い出される。ジャックは石の栓をすると再び光が輝き始め、ジャックは光に包まれる。新たな島の守護者となったハーリーは自分が何をすべきか分からないでいた。ベンはデズモンドを故郷に戻そうと言い、ジェイコブのやり方よりも良い方法で島を守れるかも知れないと語る。ハーリーがベンに協力するように言うと、彼はそれを光栄に思った。負傷したジャックは川沿いに森を進む。

### フラッシュサイドウェイズ
クリスチャン・シェパードの棺がロサンゼルスに到着し、デズモンドがそれにサインする。ケイトはその意図を尋ねたが、彼は自身が彼女の友人であり、ここを『去りたい』と述べた。何処へ行くかを聞かれると彼は見せると述べ、車を発進する。一方でハーリーはサイードと共にホテルに到着し、ハーリーは以前の冒険を思い出してもらうために麻酔銃を見せる。彼は覚えていないと答えるとハーリーはホテルの部屋に行き、チャーリーがコンサートに行くことを拒否すると麻酔銃で彼を眠らせ、車に乗せる。コンサートに到着するとマイルズはサイードを目撃し、ソーヤーに連絡する。ソーヤーはサン・クォンを確認するために病院へ向かう。
病室でサンがジンと話しているとジュリエットが入室し、超音波検査を始める。するとサンは島でジュリエットに超音波検査を受けたことを思い出し、同様にジンも島の記憶を取り戻した。2人は英語で喋り出し、赤ん坊の名前はジヨンであるとジュリエットに伝える。一方でジャックはジョンに手術前の確認を行い、治せたら平穏だと伝えた。その後ジャックは元妻のジュリエットに会い、息子のデヴィッドにクレアと共にコンサートへ行くように話す。
ハーリーとサイードがバーの外に車を止めていると、男2人と女が争っているのを目撃する。サイードが止めに入った女はシャノンであり、2人は島の記憶を取り戻した。ブーンはオーストラリアから彼女を連れ出すのは大変だったと話し、ハーリーはその価値があったと答える。コンサート会場ではシャーロットが寝かせられていたチャーリーを起こした後、ダニエル・ウィドモアと会う。一方でクレアはケイトと会い、ピエール・チャンがドライブ・シャフトを紹介し、演奏が始まる。クレアは陣痛のために席を外し、ケイトはその後を追った。同じ頃、エロイーズ・ウィドモアはデズモンドに皆が「知った」後にどうするつもりかを尋ねた。彼は去ることになると答えた。さらに彼はダニエルを連れてゆくつもりなのかと尋ねられると、彼はそうはしないと答えた。
バックステージでクレアは出産を始め、ケイトとチャーリーはそれを助けた。アーロンが生まれた際、3人は島でアーロンが生まれたことを思い出す。そこへデズモンドが現れ、彼はケイトに「わかっただろう?」と尋ね、彼女は「それで次は?」と返す。病院ではジョンの手術が終わり、彼はジャックに上手く行ったと話す。ジョンは爪先が動くのを確かめると同時に島出来事を思い出す。ジャックもまた、瞬間的にフラッシュバックした。ジャックは息子のところへ向かうとジョンは君に息子は居ないはずだと言い、さらに君が自分にしてくれたことを誰かが君にもしてくれることを願うと述べた。ソーヤーはサンとジンの下へ到着し、護衛を付けることを提案するが、2人はその必要はないと答える。ジンはソーヤーに「あそこで会おう」と述べた。
ソーヤーは病院で自動販売機を見つけるが、商品が出てこなくて立ち往生していた。そこへジュリエットが現れ、彼を助ける。2人の手が触れ合った瞬間、島での記憶が蘇る。コンサート会場ではジャックはケイトを見つけ、2人はお互い知り合いではないかと尋ねる。ケイトが彼に触れるとジャックは再びフラッシュバックする。ジャックは混乱し、ケイトは一緒に来ればわかると言って彼を連れて行く。
エロイーズの教会にジョンが到着し、外に居たベンを発見する。ベンは自分がしたことを謝罪し、ジョンは許した。ジョンは車椅子を降り、教会に歩いて入った。その後、教会からハーリーが出てきてベンに中に入るように勧めるが、彼は拒否する。ハーリーは「君は最高のナンバー2だったよ」と言い、ベンは「君は最高のナンバー1だ」と返すとハーリーは教会の中へと戻った。
ケイトはジャックと共に教会へ到着し、ここに彼の父の棺があると伝える。彼女は中で貴方の準備ができた後、ここを離れると述べた。ジャックは教会に入って部屋を探索し、父の棺を発見する。棺に触れるとジャックは島での出来事を全て思い出す。ジャックは棺を開けるが、中は空であった。棺を閉じると彼のもとへ父の声が届いた。混乱するジャックは彼と話した:
| 「 | クリスチャン: やあ。 ジャック: 父さん? クリスチャン: ジャック。 ジャック: どういうことだ。死んだはずなのに。 クリスチャン: ああ。そうだ、私は死んだ。 ジャック: なら何故ここに居るの? クリスチャン: お前はどうしてここに居る? ジャック: （沈黙の後）俺も死んだから。 | 」 |

2人は抱き合い、ジャックは本物なのか尋ねる。クリスチャンはここに居る皆が本物であり、そして死亡しており、ここには「今」はないと伝える。ジャックは「ここはどこ?」と尋ねる。クリスチャンはここは皆が集まり、お互いを見つけ出すための場所であると答えた。ジャックはさらにケイトが「ここを去る」と言ったと述べると、クリスチャンは「離れるのではない。進むんだ」と答える。ジャックがどこへ進むかを尋ねるとクリスチャンは「見つけに行こう」と言う。そして彼らは部屋を出る。

### 最後の場面
ジャックは教会で皆の前に登場する。教会のジャックが島の記憶を取り戻した皆と包容する一方、島では血まみれのジャックが森の中を彷徨い、最初と同じ場所に倒れこみ、傍らへビンセントがやって来る。死を迎えようとする一方、教会ではクリスチャンがドアを開け、眩い光が現れる。島の上空にアジラ航空機が飛んでいるのを見たジャックは微笑む。そして教会のジャックが光に包まれると、島のジャックは目を閉じ、物語は終わる。

## 製作
プロデューサーのデイモン・リンデロフは、パイロット版の撮影終了からちょうど6年後となる2010年4月24日に最終話の撮影がハワイで完了したことをTwitter上で発表した。
最終回放送後、午後12時5分より『ジミー・キンメル・ライブ!』のスペシャルが『Jimmy Kimmel Live: Aloha to Lost』と題して放送され、3つのオルタナティヴ・エンディングが公開された。その内容は『サバイバー』、『ザ・ソプラノズ 哀愁のマフィア』、『Newhart』のパロディであった。ABCは第6シーズンのDVD及びBlu-rayで放送時間の都合上カットした場面約20分を追加した。
元シリーズレギュラーキャストであるジェレミー・デイビス、マギー・グレイス、レベッカ・メイダー、エリザベス・ミッチェル、ドミニク・モナハン、イアン・サマーホルダー、シンシア・ワトロスは今回限りメインキャストに復帰した。一方でアドウェール・アキノエ＝アグバエ、マルコム・デヴィッド・ケリー、ハロルド・ペリノー・ジュニア、ミシェル・ロドリゲス、キーリー・サンチェス、ロドリゴ・サントロは復帰しなかった。他にゲスト出演者だったサム・アンダーソン、L・スコット・コードウェル、フランソワ・チャウ、フィオヌラ・フラナガン、ジョン・テリー、ソーニャ・ヴァルゲルは今回限りメインキャストに昇格した。第6シーズン第12話で役柄が殺害されたズレイカ・ロビンソンはその後全エピソードでもメインキャスト扱いでクレジットされた。アドウェール・アキノエ＝アグバエは出演料交渉が決裂したために復帰を断った。また事前にカールトン・キューズはマルコム・デヴィッド・ケリーが出演することを明かしていたが、アーカイヴ映像のみに終わった。

## 放送
最終回はまずアメリカ合衆国東部で、カナダでCTVにより放送された。その後、アメリカ合衆国西部、カナダ西部、イタリア及びポルトガル（フォックス）、スペイン（フォックス及びクアトロ）、トルコ（DiziMax）、イギリス及びアイルランド（Sky1）、イスラエル（HOT 3）で2010年5月23日午後9時（太平洋標準時）より同時に放送された。ABCは放送中のコマーシャル料を30分につき90万ドルまで引き上げた。

### レイティングと視聴率
アメリカ合衆国での放送時には1350万人が視聴し、18-49歳のシェアは15%で、同時間帯で1位でなおかつABCの日曜放送番組で最高であった。30分単位では最後の30分が最高であり、1531万人が視聴し、18-49歳のシェアは19%であった。ABCによると、少なくとも2050万人の異なる視聴者が最低6分間視聴した。アメリカ合衆国で放送されたシリーズの最終回としては歴代55位の視聴者数であった。『エンターテインメント・ウィークリー』のマイケル・オーシエロは、『LOST』のエピソードとしては過去2年間で最高だったことに触れた上で、「記録破りのパフォーマンスとは程遠い」と評した。

## 批評家の反応
Metacriticでは31件の批評家レビューで加重平均値は74/100となった。『IGN』のレビュアーのクリス・カーボットは「墜落」、「Through the Looking Glass」、「定数」、「There's No Place Like Home, Parts 2 & 3」と同点となる10点満点を与え、『LOST』の中で最高のエピソードのひとつと評した。彼は「私が望んだ中で最も目が離せなくて、面白くて満足な結論の一つ」と述べた。カーボットはまたエピソードに関する議論が終わらないであろうことに触れた上で「『LOST』は終わってしまうかもしれないが、忘れられないだろう」と述べた。
イギリスの『ガーディアン』と『デイリー・テレグラフ』は「終幕」を酷評した上、視聴者を失望させたと報じた。

## 後日譚
2010年8月24日に発売された北米盤『Lost: The Complete Sixth and Final Season』および『Lost: The Complete Collection』ボックス・セット（ともにDVDとBlu-rayの両フォーマット）に、「新しい責任者」と題したエピローグが収録された。島を護ることになったハーリーとベンの行動を描く、「終幕」の後日譚である。